# Araquil
Araquil (em castelhano) ou Arakil (em basco) é um município da Espanha
na província e comunidade autónoma de Navarra. Tem 53,78 km² de área e em 2021 tinha 966 habitantes (densidade: 18 hab./km²).

## Demografia
| Variação demográfica do município entre 1991 e 2004 | Variação demográfica do município entre 1991 e 2004 | Variação demográfica do município entre 1991 e 2004 | Variação demográfica do município entre 1991 e 2004 |
| --------------------------------------------------- | --------------------------------------------------- | --------------------------------------------------- | --------------------------------------------------- |
| 1991                                                | 1996                                                | 2001                                                | 2004                                                |
| 2766                                                | 856                                                 | 880                                                 | 867                                                 |